# 1946 no Brasil
Esta é uma cronologia dos fatos acontecimentos de ano 1946 no Brasil.

## Incumbentes
- Presidente do Brasil - José Linhares (29 de outubro de 1945 - 31 de janeiro de 1946)
- Presidente do Brasil - Eurico Gaspar Dutra (31 de janeiro de 1946 - 31 de janeiro de 1951)

## Eventos

1 de Janeiro: Extinção da Força Expedicionária Brasileira (FEB).

- 1 de janeiro - Extinção da Força Expedicionária Brasileira (FEB).
- 31 de janeiro - General Eurico Gaspar Dutra toma posse como o 16º Presidente do Brasil, substituindo José Linhares.[1] Iniciam-se os trabalhos da Assembleia Nacional Constituinte.
- Março - Deputado Barreto Pinto, do PTB, encaminha denúncia ao Tribunal Superior Eleitoral contra o PCB, alegando o caráter ditatorial e internacionalista da agremiação e pedindo a cassação de seu registro.[2]
- 20 de março: O acidente ferroviário ocorre perto de Aracaju, capital de estado de Sergipe e mata 200 pessoas.[3][4]
- 30 de abril: Presidente Eurico Gaspar Dutra assina o Decreto-lei 9.215[5], que estabelece a proibição dos jogos de azar em todo o país.[6]
- 18 de setembro: A quinta Constituição brasilieira é promulgada pela Assembleia Nacional Constituinte.[7]
- 19 de setembro: Nereu Ramos é eleito o vice-presidente do Brasil após obter 178 votos contra 138 de José Américo.[8]
- 27 de setembro: Queda do DC-3 PP-PCH da Panair do Brasil em meio a uma tempestade no município de Alto Rio Doce, em Minas Gerais, matando todos os 22 passageiros e três tripulantes.[9]
- 6 de novembro: Um incêndio destrói a Estação da Luz, em São Paulo.[10]

## Nascimentos
- 1 de janeiro
  - Roberto Rivellino, ex-futebolista.
  - Takão, treinador de futsal.
- 11 de janeiro: Stuart Angel Jones, revolucionário (m. 1971).
- 17 de janeiro: José Mauro Volkmer de Castilho, pesquisador (m. 1998).
- 4 de março: Dario José dos Santos, o Dadá Maravilha, jogador de futebol.
- 18 de junho: Maria Bethânia, cantora.
- 1 de julho: Alceu Valença, cantor e compositor.
- 2 de novembro: Marieta Severo, atriz de cinema, teatro e televisão.
- 12 de dezembro: Emerson Fittipaldi, piloto de Fórmula 1.